# Леошти (Падурени)
Леошти (рум. Leoști) насеље је у Румунији у округу Васлуј у општини Падурени. Oпштина се налази на надморској висини од 148 m.

## Становништво
Према подацима из 2002. године у насељу је живело 207 становника, од којих су сви румунске националности.